# Municipio de Brillian
El municipio de Brillian (en inglés: Brillian Township) es un municipio ubicado en el condado de Ward en el estado estadounidense de Dakota del Norte. En el año 2010 tenía una población de 57 habitantes y una densidad poblacional de 0,61 personas por km².

## Geografía
El municipio de Brillian se encuentra ubicado en las coordenadas 47°58′48″N 101°2′4″O / 47.98000, -101.03444. Según la Oficina del Censo de los Estados Unidos, el municipio tiene una superficie total de 93.79 km², de la cual 93,76 km² corresponden a tierra firme y (0,03 %) 0,03 km² es agua.

## Demografía
Según el censo de 2010, había 57 personas residiendo en el municipio de Brillian. La densidad de población era de 0,61 hab./km². De los 57 habitantes, el municipio de Brillian estaba compuesto por el 100 % blancos. Del total de la población el 0 % eran hispanos o latinos de cualquier raza.